# Kvinnulistin
Kvinnulistin (dansk: Kvindelisten) var en valgliste i Vestmanna kommuna på Streymoy på Færøerne. Den var en del af en bølge af kvindelister som opstillede til valg i flere kommuner i 1992, og opnåede særskilt stor succes med to borgmestre i tre valgperioder med Maria Hansen (1993–1997) og Gunn Joensen (1997–2005). Kvinnulistan opnåede rent flertal i alle de tre valgperioder den havde borgermesteren, med 5 af 7 i 1993–1997, 4 af 7 i 1997–2001 og 2001–2005. Kvinnulistan led nederlag ved valget i 2004, og havde en repræsentant i 2005–2009. Ved valget i november 2008 opstillede Kvinnulistan ikke, men flere tidligere medlemmer blev valgt på andre lister.